# Asthelys munda
Asthelys munda är en snäckart som först beskrevs av Watson 1879.  Asthelys munda ingår i släktet Asthelys och familjen Seguenziidae. Inga underarter finns listade i Catalogue of Life.